# Железняк, Сергей Владимирович
Серге́й Влади́мирович Железня́к (род. 30 июля 1970, Ленинград, РСФСР, СССР) — российский политик, управленец. Депутат Государственной думы VI созыва и VII созыва по Перовскому одномандатному округу № 204 Москвы, заместитель Председателя Госдумы, член комитета Госдумы по информационной политике, информационным технологиям и связи (2011—2016), член комитета Госдумы РФ по международным делам (2016—2021) года. Заместитель секретаря Генсовета «Единой России» (2007—2018).
Из-за аннексии Крыма и вторжения России на Украину находится под санкциями всех стран Евросоюза, США, Великобритании и ряда других стран.

## Биография
Сергей Железняк родился 30 июля 1970 года в Ленинграде. В 1987 году окончил Ленинградское Нахимовское военно-морское училище и в 1990 году вступил в КПСС.
В 1991 году окончил Киевское высшее военно-морское политическое училище. Был направлен заместителем по политической части командира учебной роты газотурбинистов и мотористов дизельных установок. Через несколько месяцев в феврале 1992 года уволился с военной службы.
С 1993 года — руководитель отдела наружной рекламы компании «APR Group (Advertising & Public Relations)». С 1995 года — исполнительный директор компании «APR City». С 2001 года — исполнительный, затем управляющий, затем генеральный директор компании News Outdoor Russia, принадлежащей в то время медиа-магнату Руперту Мёрдоку. В 2007 году окончил швейцарскую бизнес-школу IMD International.
В 2007 году получил приглашение попробовать свои силы в политике от партии «Единая Россия». Сам Сергей Железняк объясняет, почему захотел покинуть бизнес-стезю и направиться в политику так: «Когда долго работаешь в компании, перерастаешь свою должность, хочется реализовать себя в новом качестве. Служба родине, желание изменить мир к лучшему — то, к чему меня готовили с детства. Поэтому решение идти в политику было осознанным».
В 2009 году ФНС России предъявила «News Outdoor» претензии в неуплате налогов на общую сумму 1,34 млрд рублей за период 2005—2006 годов, когда компанию возглавлял Железняк. Компания признала недоплату налогов и 19 ноября 2010 года полностью погасила задолженность в 1.34 миллиарда рублей.
В 2014 году возглавил наблюдательный совет «Национального антинаркотического союза».

## Политическая деятельность

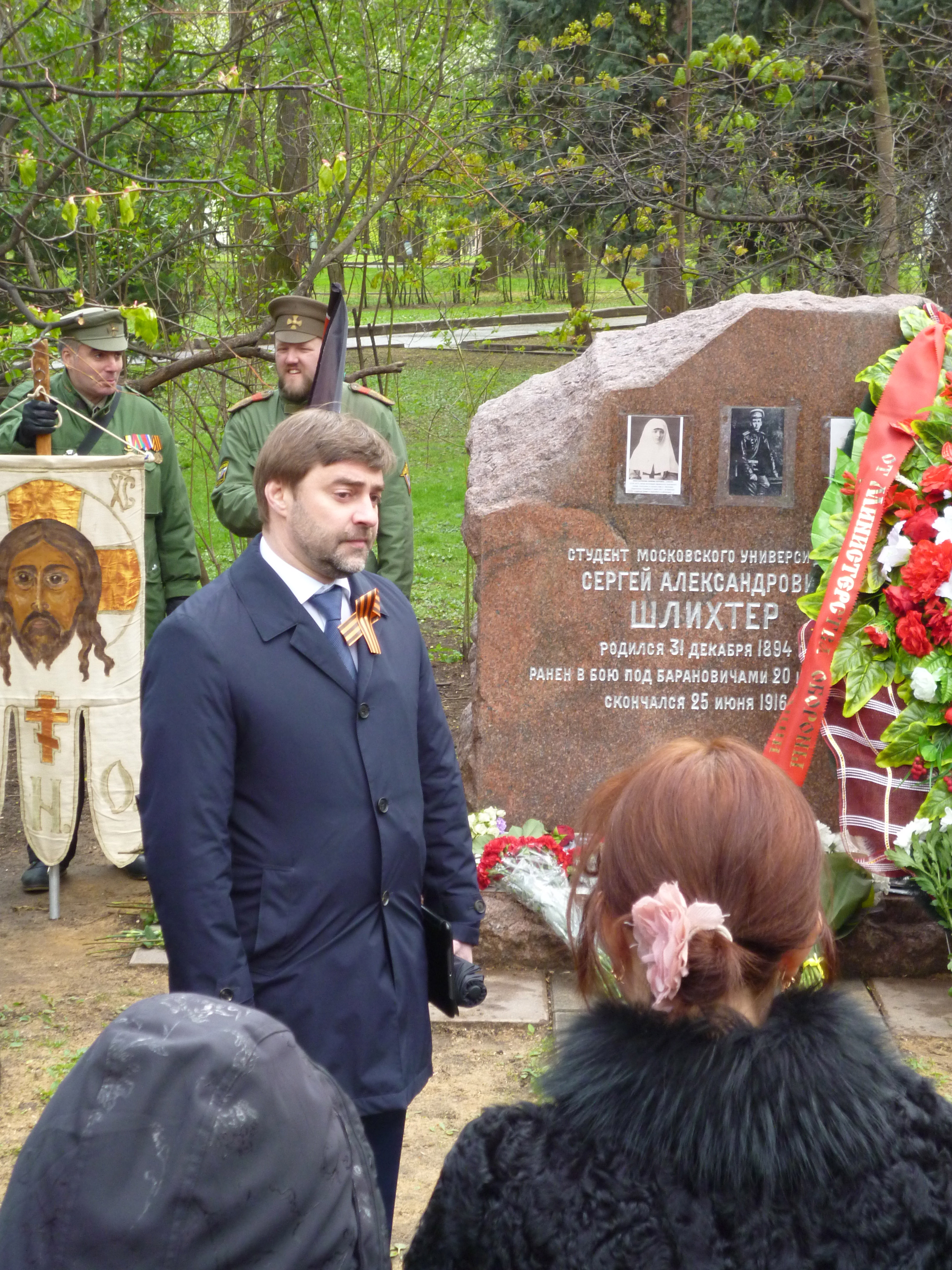
Сергей Железняк на открытии памятника сёстрам милосердия

В декабре 2007 года был избран депутатом Государственной думы V созыва от партии «Единая Россия» (региональная группа № 80, город Москва), в думе состоял членом комитета по экономической политике и предпринимательству.
С марта 2011 года — глава комитета Госдумы по информационной политике, информационным технологиям и связи. Во время избирательной кампании 2011 года депутат Госдумы Андрей Луговой обвинил Железняка в работе на врагов России и назвал «агентом влияния стран Запада». В декабре 2011 года был избран депутатом Государственной думы VI созыва от «Единой России». В июне 2012 года стал заместителем Председателя Государственной думы вместо перешедшего в президентскую Администрацию Олега Морозова. Участвовал в заседаниях так называемого «Большого правительства» Дмитрия Медведева. В 2012 году занял пост заместителя Секретаря Генерального совета партии Единая Россия.
Является председателем всероссийского союза общественных организаций «Народное большинство России» (НРБ), которое провело учредительный съезд в сентябре 2012 года. Организация объявила о участии в деятельности ОНФ, «Единой России» и других общественных организаций, направленных на реализацию прав и требований большинства. Аналитики посчитали это событие укреплением позиций Железняка, хотя эффективность подобных движений вызывает у них большие вопросы. Данное объединение стало участником Марша в защиту детей. Организаторы заявляли своими целями ввести полный запрет на иностранное усыновление, а также желание собрать подписи под обращением к президенту РФ с просьбой вернуть в Россию младшего брата недавно погибшего Максима Кузьмина.
Один из авторов «закона о борьбе с педофилией в Интернете», закона об «иностранных агентах». После выхода 5 октября 2012 года на телеканале НТВ фильма «Анатомия протеста 2», депутат стал автором запросов в Генпрокуратуру, СКР, МВД и ФСБ. В них он требовал проверить факты, изложенные в фильме.
Также автор «Закона об отмене мобильного рабства», позволяющего абонентам беспрепятственно менять мобильного оператора при сохранении номера телефона; законопроектов о защите персональных данных россиян и авторских прав; законопроектов о защите отечественного кинематографа.
13 марта 2013 года депутат Железняк направил запрос в комитет Государственной думы по вопросам депутатской этики в связи с поездкой в США депутата Дмитрия Гудкова, который участвовал в конференции, состоявшейся в здании Сената США. По мнению единоросса, «необходимо разбираться по действиям Гудкова в Америке», так как «он не имел права выступать как парламентарий».
Является противником повышения пенсионного возраста. В частности назвал повышение пенсионного возраста диким социальным экспериментом: «В нашей стране все возможно, когда по достоинству будет оценён труд каждого человека: когда не будет диких социальных экспериментов, связанных с необоснованным повышением пенсионного возраста».
Одержал победу в праймериз партии «Единая России» 22 мая 2016 года в Перовском одномандатном округе Москвы. Он включает в себя несколько районов Восточного административного округа Москвы и несколько районов Юго-восточного АО.
В июле 2018 года подал заявление об уходе с поста заместителя секретаря генсовета «Единой России» по причине отказа поддержать повышение пенсионного возраста. На голосовании по пенсионной реформе в Госдуме Сергей Железняк отсутствовал, тем самым не выполнив решение о консолидированном голосовании фракции «Единой России» за данную реформу 11 октября 2018 года Президиум генсовета партии официально освободил Сергея Железняка от должности куратора международной деятельности партии. Постоянный участник политических ток-шоу на федеральных телевизионных каналах Сергей Железняк после своей позиции по пенсионной реформе исчез из публичного информационного поля.
В выборах депутатов Государственной думы VIII созыва в сентябре 2021 года участия не принимал. По Перовскому одномандатному округу № 204 Москвы избрана депутатом Татьяна Буцкая.

### Законодательные инициативы
21 декабря 2012 года Сергей Железняк внёс в Госдуму законопроект «О внесении изменений в статью 149 части второй Налогового кодекса РФ». Депутат предложил норму, согласно которой налог при реализации входных билетов не должен уплачиваться лишь при продаже билетов на отечественные фильмы. При этом последним творением российского кинематографа, запомнившимся депутату, оказался фильм Станислава Говорухина «В стиле jazz» 2009 года выпуска.
В октябре 2012 года был одним из инициаторов внесения в Госдуму поправок в КоАП, предлагающие ввести санкции за «Изготовление или распространение продукции средства массовой информации, содержащего нецензурную брань». За нарушение предусмотрены штрафы для граждан (от 2 тыс. руб. до 3 тыс. руб.), должностных (от 5 тыс. руб. до 20 тыс. руб.) и юридических лиц (от 20 тыс. руб. до 200 тыс. руб.) с конфискацией «предмета административного правонарушения». По словам депутата, «граждане и должностные лица, которым грозят штрафы,— это „гости студии и те, кого цитируют журналисты“, а юрлицо — это редакция СМИ». Новые нормы дублируют уже существующие, а в самом законе отсутствует чёткое определение таких понятий, как «нецензурная брань» и прочие. Замминистра связи и массовых коммуникаций Алексей Волин заявил о том, что у правительства есть вопрос к формулировкам закона, так как он является потенциально коррупционноёмким, ибо понятие нецензурной ругани является слишком широким и лексически неопределённым. 19 марта 2013 года законопроект был принят Госдумой в третьем чтении, Совет Федерации утвердил принятые поправки 27 марта. 8 апреля 2013 года закон был подписан президентом Владимиром Путиным. 25 апреля стало известно о том, что штрафы за употребление бранной лексики в СМИ не будут распространяться на гостей прямого эфира.
18 февраля 2013 года стало известно о том, что Сергей Железняк работает над законопроектом, обязывающим операторов связи и хостинг-провайдеров выдавать правоохранительным органам всю информацию об интересующем их пользователе, зарегистрированном на их сервере, в случае совершения уголовного преступления с использованием интернета.
21 февраля 2013 года стало известно о том, что Сергей Железняк планирует внести поправки в закон о рекламе, касающиеся налогообложения блогеров. Предполагается, что прямая или скрытая реклама в постах будет появляться только после заключения соответствующих договоров. Инициатива находится сейчас на стадии экспертного обсуждения, затем планируется широкое общественное обсуждение. Известный блогер Рустем Адагамов раскритиковал эту инициативу, указав на невозможность её выполнения.
19 марта на фоне конфликта единороса Андрея Исаева и газеты Московский комсомолец, Железняк направил обращение в Роскомнадзор с требованием дать правовую оценку публикации газеты «Политическая проституция сменила пол», где «автор без какой-либо аргументации и ссылок на документы даёт крайне негативную характеристику и прямо оскорбляет депутатов Госдумы». В связи с этим единоросс усматривает в действиях редакции нарушение 51-й статьи закона о СМИ — «злоупотребление правами журналиста». Помимо этого Железняк предложил ввести поправки, которые запретят членам Общественной палаты владеть счетами и активами за рубежом, а кроме того заставит их подавать декларации. Члены Общественной палаты П.Гусев и Н.Сванидзе связали эту инициативу с делом Исаева.
15 апреля депутатом был внесён закон о запрете на рекламу сексуальных услуг в СМИ, предлагающий введение запрета на размещение в СМИ объявлений об оказании сексуальных услуг, в том числе под видом организации досуга. Под запретом окажутся объявления о предоставлении апартаментов, саун, массажа, обеспечении услуг эскорта, стриптиза и других аналогичных услуг. Также законом вводится административная ответственность за размещение таких объявлений. Вице-президент Гильдии издателей Василий Гатов расценил эту инициативу как выпад против газеты «Московский комсомолец», имеющую конфликт с единороссом Андреем Исаевым.
17 апреля депутат предложил законодательно запретить пропаганду педофилии в театральных постановках, отреагировав таким образом на присуждение национальной театральной премии «Золотая маска» спектаклю «Сон в летнюю ночь» Бенджамина Бриттена в постановке Музыкального театра имени Станиславского и Немировича-Данченко, который был признан лучшей оперой.
14 мая 2013 года депутат предложил «вернуться к законопроекту об уголовной ответственности за попытки оправдания нацизма, оспаривание роли Советского Союза в победе в войне». Поводом для этого по его словам стали высказывания представителей несистемной оппозиции, чьи имена он так и не озвучил.
В июне 2013 года Железняк предложил принять закон, обязывающий размещать на территории России серверы, на которых хранятся персональные данные российских граждан и официальная информация органов власти РФ.
21 марта 2014 года Сергей Железняк внёс в Госдуму проект дополнения в КоАп, вводящее запрет на символы сотрудничавших с фашистами организаций. Для физлиц штраф составит 1—2 тыс. руб., для юрлиц 10—50 тыс. руб. 26 марта комитет по конституционному законодательству предложил рассмотреть его в первом чтении 13 мая, но так и не дал заключения, думское правовое управление раскритиковало проект: он «представляется излишним», а административная ответственность должна наступать «за конкретные противоправные действия». При этом в случае принятия поправки единоросса под санкции попадает символика действовавшей на стороне Германии в годы Великой Отечественной войны Русской освободительной армии во главе с Андреем Власовым, активно использовавшей нынешний российский триколор. По мнению директор Института прав человека Валентина Гефтера, депутатский проект — «очередное идеологическое законотворчество», направленное против бандеровцев. 12 мая думский комитет по конституционному законодательству рекомендовал Госдуме принять законопроект Сергея Железняка, предложив также внести изменения в законы «Об увековечивании Победы советского народа в ВОВ 1941—1945 годов» и «О противодействии экстремистской деятельности». 20 мая депутаты поддержали законопроект в первом чтении, 5 ноября он был подписан президентом РФ Владимиром Путиным.
В конце июня 2014 года прессе стало известно о новых поправках к антипиратскому закону, подготовленных Сергеем Железняком, Дмитрием Волковым и другими депутатами, и позволяющих блокировать сайты с пиратскими книгами, музыкой, программами и другими видами контента. Также обычные пользователи интернета, выложившие в сеть признанный пиратским контент, могут попасть под штраф (до 2 тыс. руб. для граждан, до 20 тыс. для должностных лиц, до 40 тыс. для юридических лиц). Поправки вступили в силу спустя три месяца (90 дней) после их официального принятия, для музыкальных произведений они заработали с 1 января 2016 года. Представители интернет-отрасли негативно отнеслись к этой инициативе, по которой могут быть заблокированы все торрент-трекеры и видеоплощадки, а закон по их мнению «непрозрачный, с непрописанной терминологией, открывает возможности для злоупотреблений и провоцирует недобросовестную конкуренцию».

## Законотворческая деятельность
С 2007 по 2019 год, в течение исполнения полномочий депутата Государственной Думы V, VI и VII созывов, выступил соавтором 81 законодательных инициатив и поправок к проектам федеральных законов.

## Отношение к заявлениям о фальсификации выборов
По мнению Сергея Железняка, кривая Гаусса не является единственным и универсальным показателем точности анализа результатов выборов, и «если провести анализ выборов в других странах с использованием данной методики — кривой Гаусса, можно прийти к ужасающим выводам, что везде в мире все выборы сфальсифицированы». В то же время в результате анализа явки на выборах в разных странах мира часто возникает распределение, очень похожее на Гауссов колокол.

## Критика

### Обвинения в несоответствии доходов и расходов
«Железняк выступает с самыми реакционными законами, своими пафосными заявлениями о том, что патриотизм мы должны выращивать с младых ногтей. Мне достаточно давно написали о том, что Железняк больше всех кричит, а у самого дети учатся за границей, причем в элитных учебных заведениях» — А. А. Навальный в интервью Коммерсантъ FM.
25 декабря 2012 года общественный деятель Алексей Навальный опубликовал в своем блоге сообщение, где указал, что действия Железняка противоречат декларируемым им постулатам о патриотическом воспитании и обучении в России и призывам покупать только отечественную продукцию, в частности, три его дочери обучаются за рубежом, а сам он владеет двумя автомобилями иностранного производства (Chrysler Prowler и Lexus RX 350), при этом годовые расходы на обучение дочерей составляют 4,3 млн рублей, что больше, чем официальный доход Железняка за 2011 год (3,4 млн рублей). В ответ Железняк опубликовал пост в социальной сети Facebook, где заявил, что при уходе из «News Outdoor» он получил выходное пособие в размере нескольких десятков миллионов рублей. Дочери народного избранника, по его словам, сами выбрали иностранные школы. Позже депутат заявил о том, что его «дочки тоже доучатся, вернутся и будут здесь жить, работать, приносить пользу стране и обществу». 26 декабря Навальный опубликовал анализ доводов, содержавшихся в ответе Железняка, предоставив, в частности, данные по доходам депутата за 2006 год, составившие 3 330 896 рублей и два банковских счёта размером 31 796 800,37 и 7 794,46 рублей. В 2010 году у народного избранника на счетах оставалось семь миллионов рублей, причём он приобрёл квартиру площадью в 256 квадратных метров, а доход за тот год составил 10 022 682,85 рублей. В то же время стоимость обучения дочерей оппозиционер оценил примерно в 22 миллиона рублей. Тем самым, Навальный обвинил депутата в несоответствии его доходов и расходов. В ответ депутат опубликовал копию справки из налоговой инспекции, согласно которой в 2007 году он заработал в ООО «Ньюс Аутдор» 103 688 152 рублей. Также он написал о том, что указанная Навальным квартира, площадью 181,6 квадратных метра и купленная в 2011 году, была приобретена до апреля 2007 года. Позже, в 2014 году, Железняк озвучил, что его ежемесячная зарплата на посту CEO News Outdoor Russia составляла 300 тыс. рублей, а выходное пособие — 113 млн рублей.
«Очень важно, чтобы ценностные ориентиры, любовь к Родине, патриотизм формировались с детства и были неотъемлемой частью процесса воспитания и становления гражданина» — комментарий Сергея Железняка сайту Единой России.
На фоне этого скандала журналист Новой газеты Ирек Муртазин попросил Следственный комитет РФ проверить Сергея Железняка на причастность к легализации денег, полученных преступным путём иными лицами. Муртазин посчитал, что выплата Железняку «в качестве „выходного пособия“ 103 688 152 рубля 82 копейки имеет все признаки уголовно-наказуемых деяний». По его мнению, депутат нарушил часть 4 статьи 174 УК РФ («Легализация (отмывание денег) денежных средств или иного имущества, приобретённых другими лицами преступным путём») и статью 199.2 УК РФ («Сокрытие денежных средств либо имущества организации или индивидуального предпринимателя»).
Впоследствии депутаты ГД РФ от «Единой России» Вячеслав Лысаков и Валерий Трапезников заявили о разработке поправок ко второму чтению законопроекта о запрете для госслужащих на зарубежную недвижимость и банковские счета. Согласно проекту дети чиновников будут обязаны возвращаться в Россию после учёбы за рубежом.
Писатель Дмитрий Быков в рамках проекта «Русская Энергетическая Поэзия» на радиостанции Коммерсантъ FM написал стихотворение о конфликте Железняка и Навального.
15 мая 2014 года Георгий Албуров из Фонда борьбы с коррупцией в своём блоге обвинил вице-спикера Госдумы Сергея Железняка в сокрытии доходов и имущества в декларациях и пообещал направить соответствующие запросы в Госдуму и прокуратуру. Он утверждал, что с 2008 по 2012 год депутат владел долей в кипрской офшорной компании Dream Yacht Complex Limited, являющейся учредителем двух российских юрлиц: ООО «Яхтсмен» и НП "Яхт-клуб «Мечта». Также были опубликованы справки из кипрского торгового реестра, свидетельствующие о том, что Железняк владел двумя незадекларированными коттеджами в посёлке «Мечта». В декабре 2012 года Железняк избавился от доли в Dream Yacht Complex Limited и коттеджей, парламентарий должен был получить за эти активы не менее $1,5 млн, но в декларации за 2012 год был указан доход в размере всего 4,7 млн рублей. По версии Албурова, единоросс скрыл доходы от продажи имущества «на счёте какого-нибудь лихтенштейнского офшора».
Сергей Железняк опроверг сообщения о том, что владел подмосковным яхт-клубом «Мечта» через кипрскую компанию. Также он заявил, что предоставленные Албуровым выписки из кипрского торгового реестра «построены на ложных персональных данных в распечатке платной иностранной базы данных», что его дети «очень давно» были зарегистрированы «по другому адресу в Москве, чем тот, что указал Албуров в материале», а указанная в материалах квартира была продана в 2010 году, и не может служить привязкой к транзакциям, совершённым в 2012 году. Однако существуют данные о том, что Железняк стал совладельцем компании Dream Yacht Complex Limited в 2008 году, при этом в документах фигурирует его упомянутый московский адрес. Парламентарий также заявил об отсутствии документальных свидетельств о связи между кипрскими компаниями и яхт-клубом в Подмосковье, хотя приведённые в публикации сведения об учреждении клубов (НП «Яхт-клуб „Мечта“» и ООО «Яхтсмен») компанией Dream Yacht Complex Limited имеются в открытых источниках.

### Скандал на съезде журналистов
18 апреля 2013 года на десятом съезде Союза журналистов России выступление Сергея Железняка было фактически сорвано делегатами. Журналисты заглушили своими аплодисментами единоросса, которому так и не удалось произнести заготовленную речь.

### Обвинения в неуплате налогов
В конце декабря 2013 года сопредседатель партии РПР-ПАРНАС Борис Немцов на основе материалов сайта Федеральной налоговой службы сообщил о том, что Сергей Железняк имеет задолженность по уплате налога на доходы физических лиц и транспортного налога в размере более 200 000 рублей.

## Личная жизнь
Женат, имеет четырёх дочерей, три из которых учатся за границей.
Согласно расследованию ФБК от 26 октября 2016 года, две дочери Железняка, несмотря на обещания их отца «приехать домой и быть полезными стране», проживают в Лондоне:
- Старшая дочь Анастасия, как следует из её профиля в LinkedIn, закончив в 2014 году учёбу в университете Queen Mary в Лондоне, поступила в магистратуру в престижный лондонский университет King’s College и успела поработать в BBC News ассистентом продюсера. В 2015 году окончила магистратуру, вышла замуж за коллегу по BBC, шотландца по фамилии МакКлимонт[70].
- Дочь Елизавета после окончания английской школы работает художником-иллюстратором[70].

## Санкции
20 марта 2014 года президент США Барак Обама подписал указ, по котором возможно вводить санкции против ключевых секторов российской экономики из-за «нарушения суверенитета и территориальной целостности Украины». Документ также расширил круг российских чиновников, подпадающих под визовые и экономические санкции. В расширенном списке вместе с рядом предпринимателей, чиновниками из Администрации Президента РФ, сенаторами и депутатами оказался и Сергей Железняк.
17 марта 2014 года санкции против Железняка ввёл Евросоюз так как Железняк «активно поддерживал использование российских вооруженных сил в Украине и аннексию Крыма». По аналогичным основаниям попал в санкционные списки Канады, Украины и Австралии.
16 марта 2022 года, на фоне вторжения России на Украину, попал в санкционный список Швейцарии.

## Доходы
По официальным данным, доход Железняка за 2011 год составил 3,4 млн рублей, ему принадлежат две квартиры, два легковых автомобиля и мотоцикл. Доход супруги не задекларирован. В конце 2012 года Железняк опубликовал документы, согласно которым его доход за 2007 год составил 103,7 млн рублей.

## Награды
- Орден Почёта (16 октября 2012 года) — за большой вклад в развитие российского парламентаризма и активную законотворческую деятельность[78][источник не указан 1604 дня]
- Орден Дружбы[79]
- Благодарность Президента Российской Федерации (12 июня 2013 года) — за большой вклад в развитие российского парламентаризма и активную законотворческую деятельность[80].
- Благодарность Президента Российской Федерации (21 октября 2009 года) — за плодотворную законотворческую и общественную деятельность[81].
- Благодарность Государственной думы Федерального собрания Российской Федерации[79]
- Благодарность Правительства Российский Федерации
- Орден Русской православной церкви святого благоверного князя Даниила Московского[82]
- Медаль «За возвращение Крыма»[83].
- Медаль «За заслуги перед Чеченской Республикой» (2012)[84].